# Memecylon oubanguianum
Memecylon oubanguianum är en tvåhjärtbladig växtart som beskrevs av Jacq.-fel.. Memecylon oubanguianum ingår i släktet Memecylon och familjen Melastomataceae. Inga underarter finns listade i Catalogue of Life.